# جيمس بيلي (سياسي)
جيمس بيلي (بالإنجليزية: James Bailey)‏ هو سياسي أمريكي، ولد في 1801، وتوفي في 1880.